# Gura Râului
Gura Râului – wieś w Rumunii, w okręgu Sybin, w gminie Gura Râului. W 2011 roku liczyła 3621 mieszkańców.